# Frank Traynor
Frank Traynor (8 agosto 1927 – 22 febbraio 1985) è stato un musicista di jazz australiano, trombonista ed intrattenitore operante a Melbourne.

## Biografia
È stato il leader della band "Jazz Preachers" operante in Australia dal 1956 fino alla sua morte nel 1985.
Ha fondato il Victorian Jazz Club nel 1956, ed il Frank Traynor's Folk and Jazz Club (1963-1975) che ha avuto un ruolo centrale nel revival folk australiano. Tra gli artisti che si sono esibiti nel locale si ricordano Martyn Wyndham-Read, Danny Spooner, Brian Mooney, David Lumsden, Trevor Lucas e Margret Roadknight.
Frank aveva fondato la sua prima band, The Black Bottom Stompers, nel 1949. Nel 1951 si aggregò alla Len Barnard Band e nello stesso anno venne votato miglior trombonista in Australia. Con questa band ha inciso il suo primo disco.